# Setodes oligius
Setodes oligius is een schietmot uit de familie Leptoceridae. De soort komt voor in het Nearctisch gebied.